# Hydractinia uchidai
Hydractinia uchidai is een hydroïdpoliep uit de familie Hydractiniidae. De poliep komt uit het geslacht Hydractinia. Hydractinia uchidai werd in 1947 voor het eerst wetenschappelijk beschreven door Yamada. 